# Jake Cannavale
Jake Cannavale (* 1. Mai 1995) ist ein amerikanischer Schauspieler und Musiker.

## Leben
Cannavale ist der Sohn des Schauspielers Bobby Cannavale und der Drehbuchautorin Jenny Lumet,[4], und somit ein Enkel des Filmregisseurs Sidney Lumet und ein Urenkel der Sängerin und Schauspielerin Lena Horne.
Cannavale trat 2015 am Broadway in der Komödie Fish in the Dark von Larry David auf. Er war auch in den Fernsehserien Nurse Jackie und The Mandalorian zu sehen.

## Filmografie

### Film
| Jahr | Titel                   | Rolle                 | Bemerkungen |
| ---- | ----------------------- | --------------------- | ----------- |
| 2005 | Romance & Cigarettes    | Jacob Lumet-Cannavale |             |
| 2014 | Send                    | Junge                 | Kurzfilm    |
| 2014 | Grapes                  | Jake Cannavale        | Kurzfilm    |
| 2015 | Fade                    | Luke                  | Kurzfilm    |
| 2016 | Interior Teresa         | Bürgermeister         | Kurzfilm    |
| 2017 | Moths & Butterflies     | Bumphrey Hogart       | Kurzfilm    |
| 2018 | Limit of Wooded Country | Lucas                 | Kurzfilm    |
| 2019 | Eat Brains Love         | Jake Stephens         |             |
| 2023 | Inside Man              | Chris Rosenberg       |             |

### Fernsehen
| Jahr | Titel                        | Rolle                    | Bemerkungen                      |
| ---- | ---------------------------- | ------------------------ | -------------------------------- |
| 2012 | Nurse Jackie                 | Charlie Cruz             | 7 Folgen                         |
| 2017 | Untitled Jenny Lumet Project | Keith                    | Film                             |
| 2018 | The Elevator                 | Owen                     | 1 Folge                          |
| 2019 | The Mandalorian              | Toro Calican             | Folge: Chapter 5: The Gunslinger |
| 2019 | Murderville                  | Gregory Walter Jefferson | Film                             |
| 2022 | The Offer                    | Caesar                   | Miniserie, 10 Folgen             |

### Theater
| Jahr | Titel            | Rolle          | Ort          |
| ---- | ---------------- | -------------- | ------------ |
| 2015 | Fish in the Dark | Diego Melendez | Cort Theatre |